# 中華商業銀行
中華商業銀行股份有限公司（英文譯名：The Chinese Bank），簡稱中華商銀、中華銀行，是中華民國臺灣一家已經結束營業的商業銀行，是中華民國財政部在1989年開放設立民營商業銀行時第一波獲准成立的民營商業銀行之一，在臺灣各主要城市設有37家分行。

## 歷史

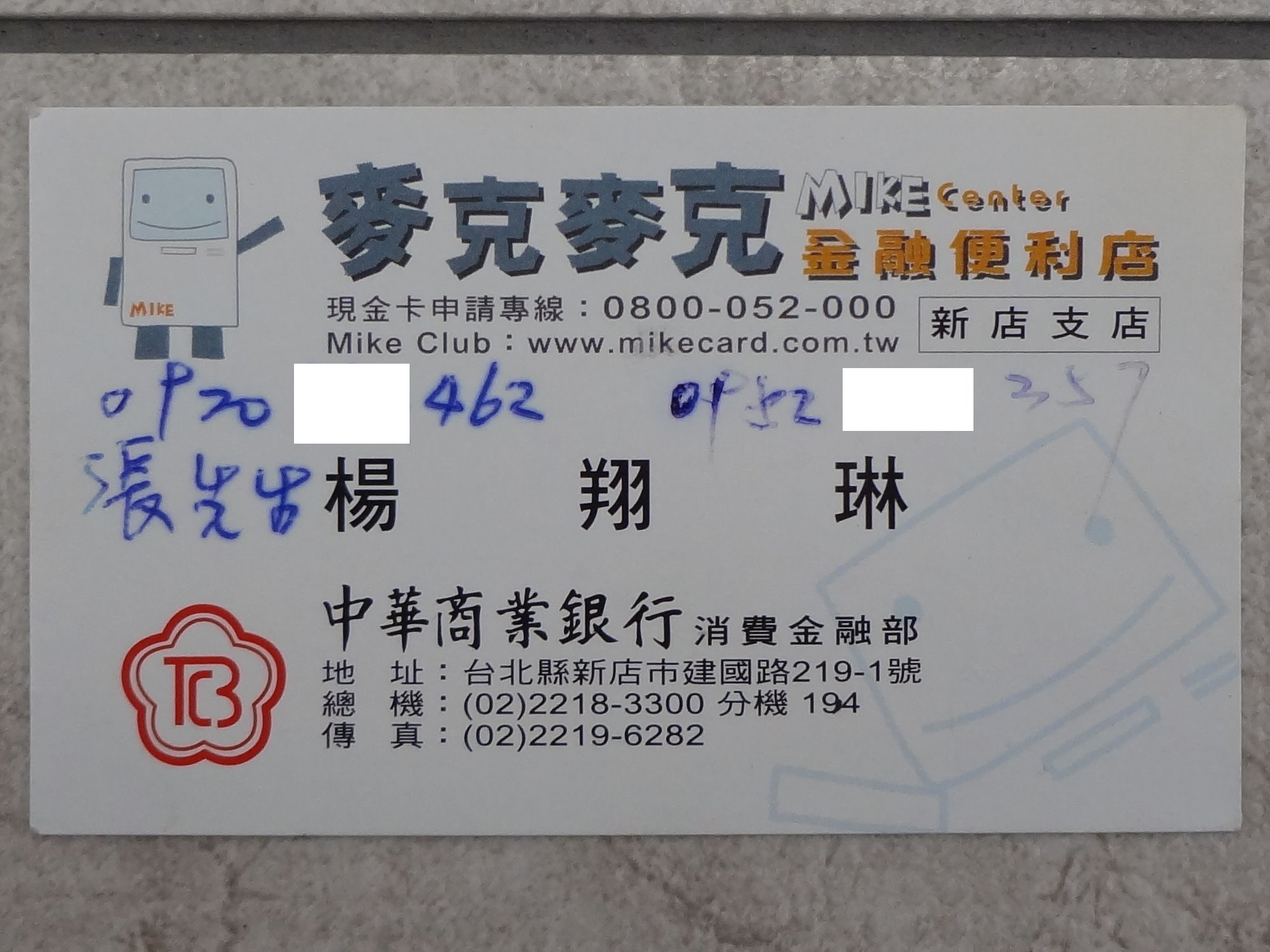
中華商業銀行員工名片

1990年2月，中華商銀創始股東共同成立「中華商業銀行籌備處」。1990年10月，中華商業銀行籌備處向財政部提出設立申請。1991年8月，中華商銀正式獲准設立，資本額為新台幣100億圓。 
2007年1月4日，力霸企業集團宣布，由於其旗艦企業「中國力霸股份有限公司」及「嘉新食品化纖股份有限公司」的巨額虧損及負債，因而已經於2006年12月29日向台北地方法院聲請企業重整；消息發布後，力霸企業集團旗下的中華商銀爆發擠兌。2007年1月6日，中央存款保險公司接管中華商銀並安排投標。2007年12月14日，中央存款保險公司正式宣佈，香港上海滙豐銀行收購中華商業銀行，使香港上海滙豐銀行在台灣的分行數目由8家增至33家。
2008年3月29日，香港上海滙豐銀行正式接收中華商銀之主要營業、資產及負債，並於2010年成立子公司「滙豐（台灣）商業銀行」。2014年2月28日，中央存款保險公司終止接管中華商銀，金融監督管理委員會同時勒令中華商銀停業清理。

## 外部連結
- 滙豐（台灣）商業銀行
- 金融監督管理委員會 金管銀國字第10200337390號公告（页面存档备份，存于）